# بيدرو أنطونيو بيمنتل
بيدرو أنطونيو بيمنتل (بالإسبانية: Pedro Antonio Pimentel)‏ (و. 1830 – 1874 م) هو سياسي من جمهورية الدومينيكان .
في 7 يونيو 1874 ، توفي الرئيس الدومينيكاني السابق بيدرو أنطونيو بيمنتيل تشامورو، الذي كان في المنفى، في مدينة كاب هايتيان، هايتي.كان بيدرو أنطونيو بيمنتيل تشامورو أحد الجنود الدومينيكان الذين ميزوا أنفسهم في الحرب التي بلغت ذروتها في استعادة الجمهورية في 1863-1865. ولد عام 1830، والده جاسينتو بيمنتل ووالدته خوانا تشامورو.كان أنطونيو أحد الشباب الذين شاركوا في الكفاح من أجل إنقاذ السيادة الوطنية. كان أحد جنود تمرد Guayubín وكان جزءًا من الدومينيكان الذين أعلنوا استعادة الجمهورية في 16 أغسطس 1863.
وبالمثل، شاركت مدينة سانتياغو في الموقع. تقديراً لمؤهلاته العسكرية، تم تعيينه خلال الحرب، رئيس عمليات الجيش الإصلاحي في الخط الشمالي الغربي.تم اختيار أنطونيو رئيسًا مؤقتًا للجمهورية، بدعم من القادة العسكريين المرممين، الذين أطاحوا بالرئيس غاسبار بولانكو، متهمًا إياه بأنه طاغية ومسؤول عن اغتيال أول رئيس دومينيكاني بعد إعلان استعادة، الجنرال بيبيلو سالسيدو.
اتخذ الجيش القرار في يناير 1865. وقاموا على الفور بتعيين مجلس إدارة مؤقت، برئاسة بينينو فيلومينو روخاس ونائب الرئيس، الجنرال غريغوريو لوبيرون.
من بين إجراءاته الأولى، أصدر مجلس الحكومة المؤقتة مرسومًا يخفض ضرائب الحرب التي فرضتها الحكومة الإصلاحية على منتجي التبغ وأعلن دستور موكا لعام 1858 ساري المفعول، حتى اجتماع 27 فبراير 1865 المؤتمر الوطني الذي يقوم بصياغة نص دستوري جديد يتلاءم مع الظروف، ومن ثم اختيار الرئيس الدستوري للجمهورية. كما توقعوا، تم إعلان الدستور الجديد وانتخب الجنرال بيدرو أنطونيو بيمنتل، الرئيس الجديد للجمهورية. عند توليه منصبه، كانت خطوته الأولى هي تعيين لجنة للتحقيق في وفاة الرئيس السابق بيبيلو سالسيدو. كان دستور عام 1865 نسخة محدثة من موكا ماجنا كارتا لعام 1858، مما سمح بإكمال المهمة بسرعة. يؤمن الناخبون بالأفكار الليبرالية لدستور موكا. كان على الرئيس بيدرو أنطونيو بيمنتيل تشامورو أن يدافع عن السيادة الوطنية أثناء المناقشات مع إسبانيا، من أجل حمله على الاعتراف باستعادة استقلال جمهورية الدومينيكان، ولإخراج جيش حكومة الضم الذي بقي في بعض أجزاء البلاد من البلاد . في الواقع، في 3 مارس 1865، وقعت ملكة إسبانيا على مرسوم إلغاء الظ، لكن آخر قائد عسكري لها في البلاد، الجنرال خوسيه دي لا غاندارا، حاول قيادة حكومة الدومينيكان لتوقيع اتفاقية تحد من السيادة. الدومينيكان، الذي رفضه الرئيس بيمنتل. لم يكن لدى الأسبان أي طريقة أخرى سوى مغادرة جمهورية الدومينيكان. في 10 يوليو 1865، بدأوا رحيل قواتهم، وبالتالي إنهاء حرب الاستعادة. انتهت حكومة بيدرو أنطونيو بيمنتيل تشامورو في أغسطس 1865، عندما ظهرت حركة تمثل الجنوب ورفضت حكومة سيباو، بقيادة خوسيه ماريا كابرال وأوزيبيو مانزويتا.
بالإضافة إلى تمثيل المنطقة الجنوبية، تمكن خوسيه ماريا كابرال وأوزيبيو مانزويتا من تقسيم جيش Cibaeño وقهر جزء منه.
بعد إدراك الوضع، استقال الرئيس بيدرو أنطونيو بيمنتيل تشامورو من رئاسة الجمهورية.